# Jocelyne Roy Vienneau
Jocelyne Roy Vienneau (Newcastle, Miramichi, Canadà, 1956 - 2 d'agost de 2019) va ser una enginyera, professora universitària i política canadenca. Va ser la 31ena Lloctinent Governador de Nova Brunswick d'ençà el 23 d'octubre del 2014.
D'origen acadià i francòfona, abans d'atényer aquesta posició fou la primera dona vice-rectora a la Universitat de Moncton.